# سیلاب بهاری (فیلم)
سیلاب بهاری (انگلیسی: Torrents of Spring) فیلمی به کارگردانی یژی اسکولیموفسکی است که در سال ۱۹۸۹ منتشر شد. از بازیگران آن می‌توان به تیموتی هاتون، ناستاسیا کینسکی، والریا گولینو، ماسیمو سارکیه‌لی و یرژی اسکولیموسکی اشاره کرد.